# Philipp Weindel
Philipp Weindel (* 18. Februar 1900 in Venningen; † 1988) war ein deutscher römisch-katholischer Geistlicher.

## Leben
Weindel war von 1932 bis zu seinem Tod Domkapitular, später Dompropst am Speyerer Dom. Im August 1940 war er mit seiner Arbeit zur Theologie Franz Anton Staudenmaiers der letzte Promovend an der Universität München vor Aufhebung der Theologischen Fakultät.
Er veröffentlichte zahlreiche Beiträge zur Geschichte des Doms und des Bistums. Bei Gründung der Gesellschaft für mittelrheinische Kirchengeschichte war er als Fachvertreter Mitglied des Vorstands.

## Ehrungen
- 18. Februar 1970: Großes Verdienstkreuz der Bundesrepublik Deutschland
- 1982: Verdienstorden des Landes Rheinland-Pfalz